# Guy Maunsell

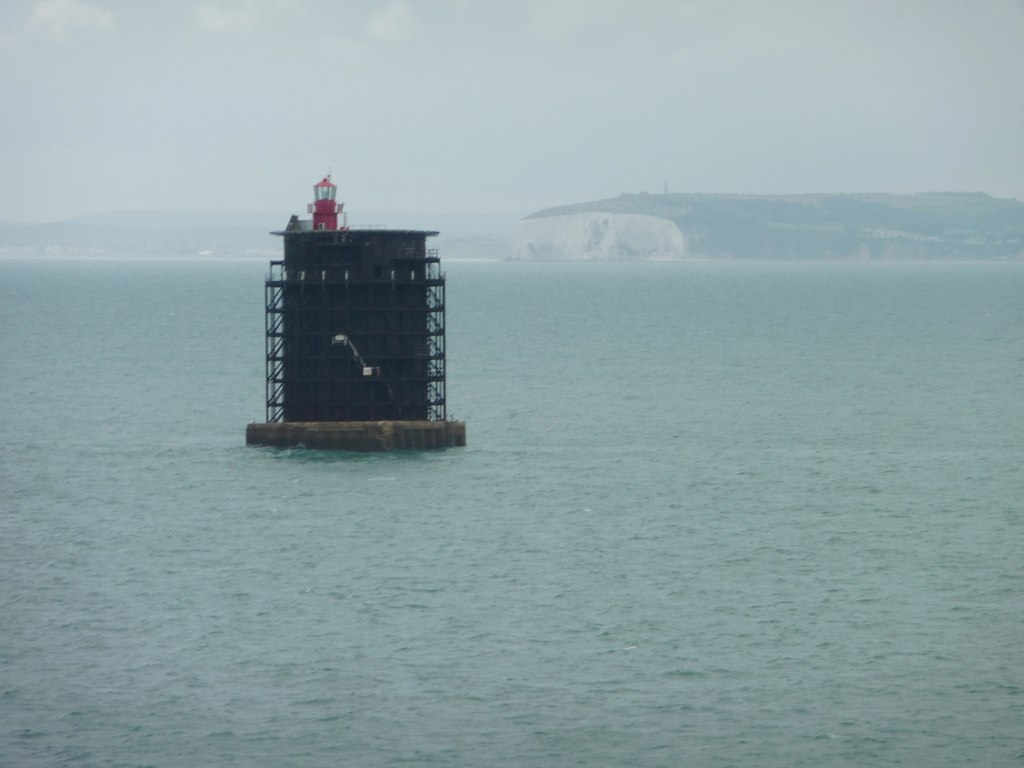
Oude toren van het Admiralty MN Scheme, nu de basis voor een vuurtoren

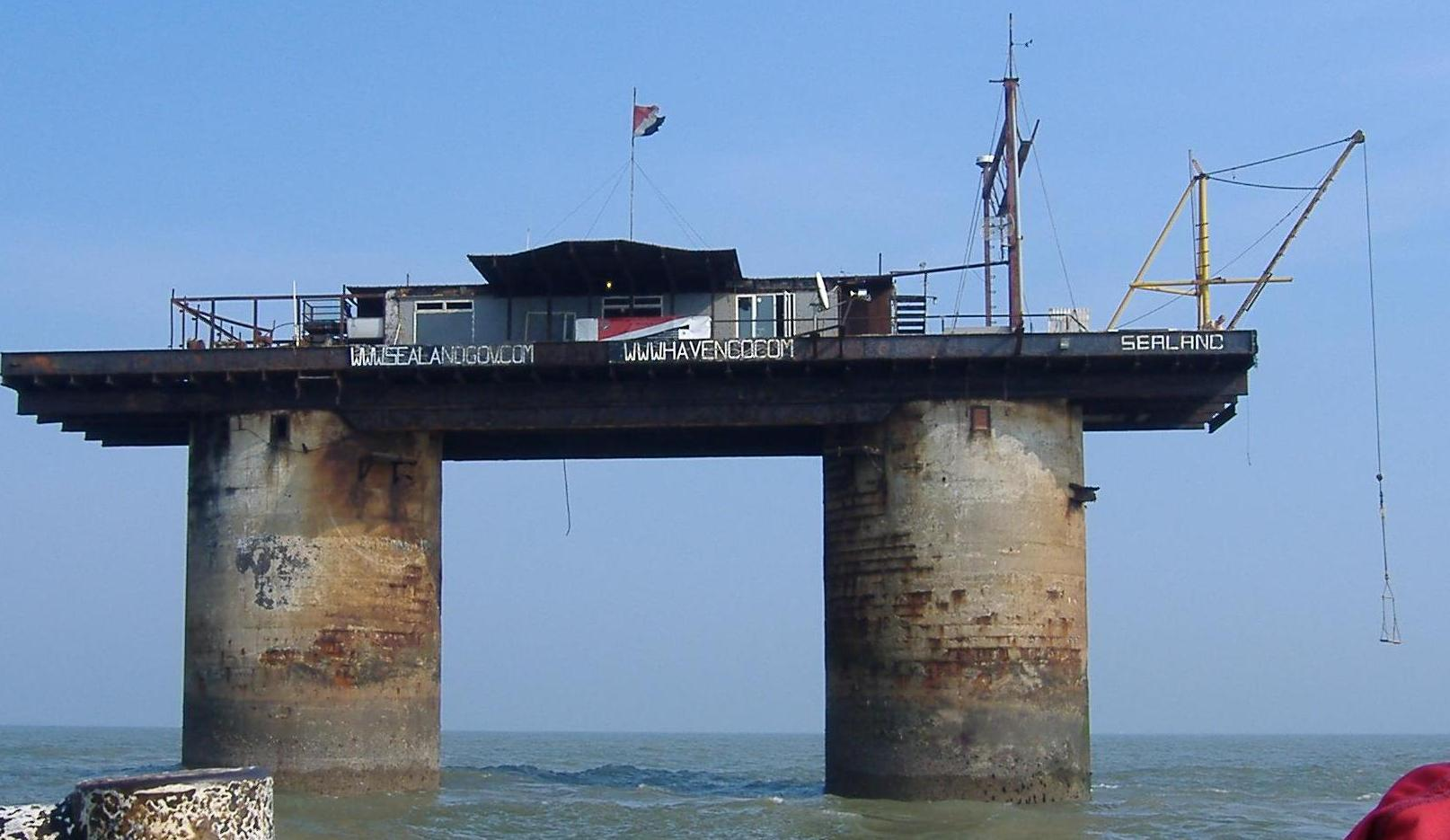
Maunsell Navy Forts

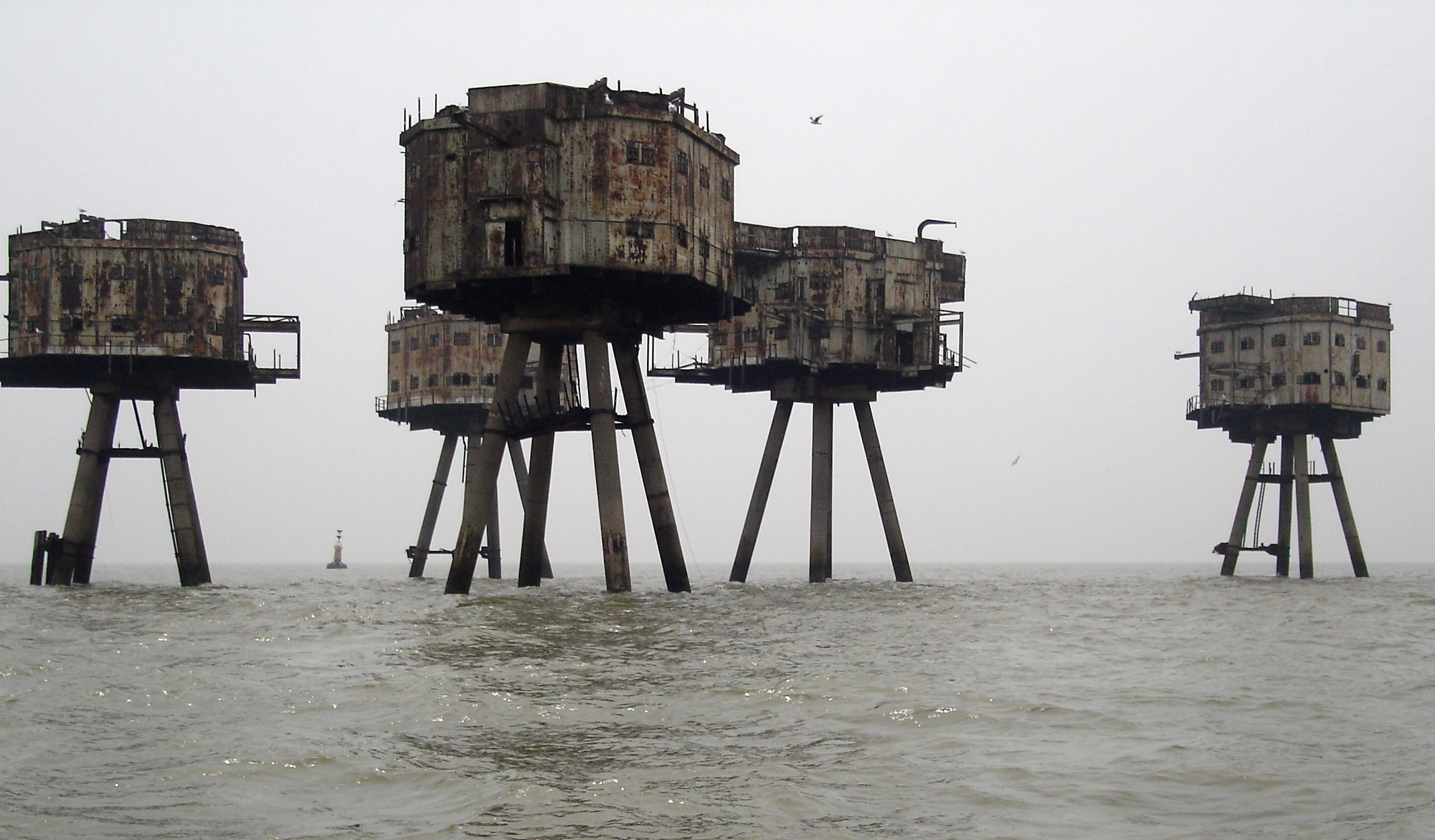
Maunsell Army Forts

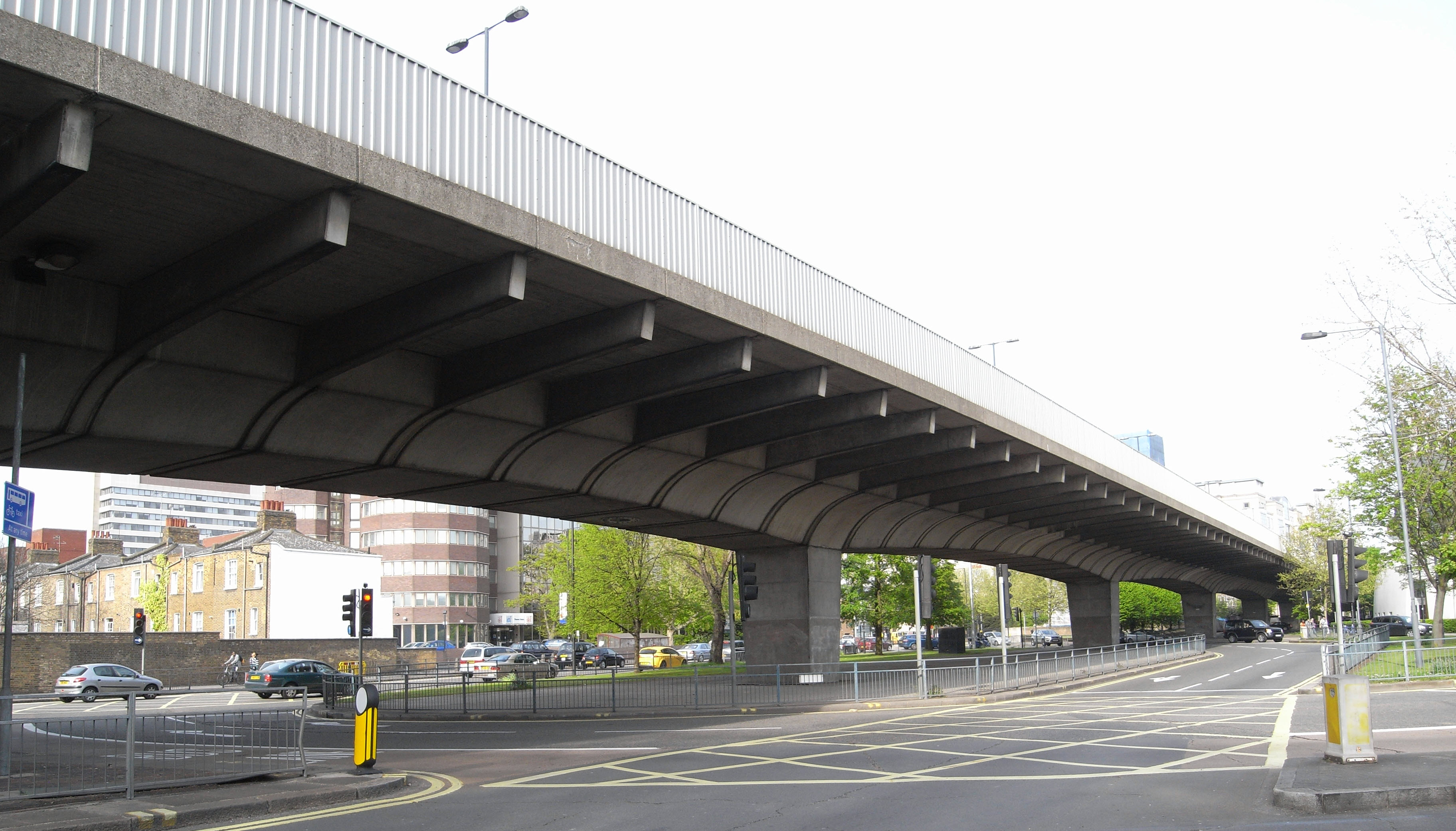
Hammersmith Flyover

Guy Anson Maunsell (Srinagar, 1 september 1884 – Southborough, 20 juni 1961) was een Brits civiel ingenieur. Tijdens de Tweede Wereldoorlog was hij verantwoordelijk voor het ontwerp van de zee- en legerforten die werden gebruikt voor de verdediging van de riviermondingen van de Theems en de Mersey in Engeland, de zogenaamde Maunsell-forten.
Maunsell werd geboren in het toenmalige Brits-Indië. Hij was een van de drie kinderen in een militair gezin. Zijn vader, Edward Henry Maunsell (1837-1913) was van Engels-Ierse afkomst en was legerkapitein. Zijn moeder, Rosalie Harriet Anson (1852-1922), werd geboren in Guernsey.
Hij werd naar een school in Engeland gestuurd en studeerde vervolgens civiele techniek aan het Central Institution of the City & Guilds of London Institute, waar hij in 1906 cum laude afstudeerde.
In 1907 werd hij assistent van Adrien Palaz, een Zwitserse ingenieur en hoogleraar industriële elektriciteit aan de Technische Universiteit van Lausanne. Hier deed Maunsell ook veel kennis van gewapend beton op. In 1909 kreeg hij een baan bij Easton Gibb & Son, dat betrokken was bij de bouw van de Rosyth Dockyard voor de Britse marine. In juli 1914 ging hij voor R. Thorburn and Sons werken, waar hij verantwoordelijk was voor de bouw van twee explosievenfabrieken voor de Britse regering.
In 1917 werd Maunsell officier bij de Royal Engineers. Hij bracht een jaar door aan het westfront. Terug in Engeland, werkte hij als hoofdingenieur bij John Ver Mehr 's werf in Shoreham-by-Sea. Hier was hij betrokken bij de bouw van Creteships; sleepboten en duwbakken van beton. Maunsell was verder betrokken bij het Admiralty MN Scheme. Dit was een plan voor een verzameling massieve torens in de Straat van Dover waartussen zware kabels en netten werden gespannen, als hindernissen voor Duitse onderzeeboten. Een enkele toren staat nog overeind en dient als basis voor een vuurtoren.

## Maunsell-forten
Maunsell is vooral bekend geworden door de zeeforten uit de Tweede Wereldoorlog die bekend staan als Maunsell-forten. Hij ontwierp deze in 1941 en 1942 om Engeland te verdedigen tegen aanvallen vanuit de lucht of vanaf zee. Ze staan in de monding van de Theems voor Londen, en in de monding van de Mersey voor Liverpool. Hij leverde ook een bijdrage aan het ontwerp van de betonnen mulberryhavens, die werden gebruikt voor de D-Day-landingen van 1944 in Normandië.
In 1955 richtte Maunsell een eigen bedrijf op, G. Maunsell & Partners. Hij pionierde met het gebruik van voorgespannen beton in grote bruggen, zoals de Hammersmith flyover (1961) in Londen. Het bedrijf was verder actief in Australië, Hongkong en het Midden-Oosten, en fuseerde later met Oscar Faber & Partners tot Faber Maunsell. Dit bedrijf werd in 2009 hernoemd tot AECOM, de eigenaar van Faber Maunsell.
Maunsell overleed op 76-jarige leeftijd.